# Simulium transcaspicum
Simulium transcaspicum är en tvåvingeart som beskrevs av Günther Enderlein 1921. Simulium transcaspicum ingår i släktet Simulium och familjen knott. Inga underarter finns listade i Catalogue of Life.